# Pseudoraja
Pseudoraja is een geslacht van kraakbeenvissen uit de familie van de Arhynchobatidae (langstaartroggen).

## Soorten
- Pseudoraja fischeri Bigelow & Schroeder, 1954